# Rê
Pour les articles homonymes, voir Ré.
Rê (ou Râ, prononcé [ʁɑː]) est le dieu Soleil dans la mythologie égyptienne, créateur de l'univers. Il peut apparaître sous plusieurs formes, dont celle de Khépri, le scarabée bousier : symbolisant la naissance ou la renaissance ou encore Atoum, l'être achevé (le clergé égyptien expliquait que l'astre solaire pouvait revêtir des formes différentes lors de sa course dans le ciel : Khépri était le soleil levant tandis que Rê était le soleil à son zénith et Atoum, le soleil couchant),. Au fil du temps, Atoum (le soleil couchant) est assimilé progressivement par les théologiens égyptiens à la forme de Rê (le soleil à son zénith), de sorte que l'on parle de Rê-Atoum, le dieu créateur, qui préside la Grande Ennéade constituée des neuf dieux principaux. Par la suite, Rê a également été associé à plusieurs autres dieux comme Amon pour devenir Amon-Rê.
Il existe plusieurs versions de sa naissance. Dans l'une d'elles, elle serait attribuée à la déesse Neit, qui aurait mis Rê au monde sous la forme d'un œuf. Rê sortit de l'œuf et fut aveuglé par la lumière. Cette lumière fit couler des larmes de ses yeux, d'où naquirent les premiers hommes. Cependant, il existe une version plus classique relatée notamment par Neil Philip dans son œuvre Mythes et Légendes : il semblerait que Rê se soit créé lui-même en se nommant, comme il créera les éléments de la vie en les faisant sortir du Noun, l'océan primordial. Il devient la divinité principale sous l'Ancien Empire. Il est souvent représenté avec une tête de faucon sur laquelle est posé le disque solaire protégé par le cobra dressé.
Le dieu Rê était également fortement associé au jour de l'an. Le Ier Akhet, jour de l'an égyptien, était l’occasion d’une « fête de Rê » selon un papyrus et un ostracon d’époque ramesside, et selon deux autres papyrus, il s’agissait du jour de sa naissance. Mais déjà, dans les textes des pyramides, Rê était considéré comme « le maître de l’année ».

## Origine
Le dieu Rê est attesté a minima à partir de la IIIe dynastie, avec notamment le nom de « fils de Rê » introduit au cours de la IVe dynastie, mais aussi les noms de certains rois (Djédefrê, Khâfrê, Menkaourê, etc.), certains membres de la famille royale (Râhotep, Rânefer, Rekhetrê, etc.) ainsi que des roturiers (Hésirê, Néferseshemrê, Râdjiefânkh, etc.). Cependant, le vocable « rê » (rˁ) existait déjà auparavant, dès la IIe dynastie, notamment avec le roi Nebrê, ou Râneb, deuxième roi de la dynastie. Le débat porte sur la réalité d'une divinité nommée Rê dès cette dynastie, et donc par là même la signification du nom du roi.
La majorité des chercheurs considère ou est plus encline à penser que Rê n'était à l'origine par un dieu mais simplement le Soleil : on peut citer Stephen Quirke,, Winfried Barta, Hans Wolfgang Helck, Jürgen von Beckerath ou encore Toby Alexander Howard Wilkinson. Ainsi, selon ces chercheurs, le nom d'Horus du deuxième roi de la IIe dynastie doit être lu « Nebrê », soit « Seigneur du Soleil », et non « Râneb », soit « Râ est (mon) Seigneur ». L'égyptologue Jochem Kahl pense quant à lui que Rê a commencé à être honoré au plus tard au début de la IIe dynastie ; il avance comme argument :
- le nom d'Horus du deuxième roi IIe dynastie, à lire « Râneb » (« Râ est mon Seigneur »)[6], mais aussi le nom de Nebty Ouneg, que Kahl identifie à Râneb[13] et qui renvoie à la divinité homonyme, cette divinité étant par ailleurs attestée dans les Textes des pyramides dans deux formules, la première en tant que suivant de Rê, la seconde en tant que fils de Rê[14],
- le nom de plusieurs fonctionnaires des IIe et IIIe dynasties : Râhotep, Hésirê, Néferseshemrê, Râdjiefânkh, Khourê, Râkhouef[15] :
  - ces fonctionnaires ont pour point commun d'être tous scribes, et, pour les cinq de la IIIe dynastie (tous sauf Râhotep), ils représentent près de trente pour cent des scribes de l'époque[16],
  - de plus, pour les particuliers pendant l'Ancien Empire, lorsque leur nom incluait celui d'un dieu, ce dernier était écrit avec des signes unilitères, mais cette règle n'était pas encore systématique pendant la période thinite ; ainsi, les noms de deux des fonctionnaires étaient écrits avec le signe du dieu (Gardiner N5), tandis que, pour les quatre autres, le nom du dieu est écrit avec les signes unilitères de la bouche (Gardiner D21) et du bras (Gardiner D36)[17],
- un sceau du roi Péribsen figure le nom de Seth du roi surmonté de l'animal séthien mais aussi du disque solaire (Gardiner N5)[18],
- sur un autre sceau de Péribsen est inscrite la phrase « Le Doré, qui a unit les Deux Terres pour son fils, le roi (nsw.t-bit.y) Péribsen » ; le Doré est considéré comme renvoyant très probablement au dieu solaire[19],
- sur l'épaule de la statue d'Hetepdief, à droite des noms d'Horus des trois premiers rois de la IIe dynastie, est représenté un oiseau qui pourrait être le héron Bénou, représentant l'âme de Rê[20],
- le titre du grand prêtre de Rê à Héliopolis est le « Grand des Voyants » (wr mȝ.a), ou bien « Celui qui voit le Grand » (mȝ wr) ; or ce titre est attesté dès la fin de la IIe dynastie sur des récipients en pierre découverts dans les galeries sous la pyramide de Djéser et dans la tombe de Khâsekhemouy[21],
- Maât, personnification de l'ordre cosmique et de la Justice et considérée comme l'alliée la plus proche de Rê, n'est attestée qu'à partir de la même époque que Rê, c'est-à-dire la IIe dynastie, l'attestation la plus éclatante étant le nom complet du roi Sekhemib-Perenmaât[22],
- l'inscription d'un récipient en pierre datant de la seconde moitié de la IIe dynastie mentionne la formule « seket-Rê » (sk.t-Rˁ), qui pourrait être une fête liée au coucher de Soleil ; une fête similaire attestée dans les Archives d'Abousir est la « Nuit de Rê »[23].

Ainsi, dans l'hypothèse de Jochem Kahl, le passage de la Ire dynastie à la IIe dynastie est un changement idéologique profond, là où le roi, auparavant tout puissant (les sacrifices lors des funérailles du roi en sont un exemple), devient subordonné au dieu Rê : « Rê est mon Seigneur » (Râneb), « Celui qui appartient au Dieu [Rê] » (Nynetjer), « Le Doré, qui a unit les Deux Terres pour son fils, le roi Péribsen » ; et doit réaliser la Maât constamment : « Sekhemib, Celui qui se présent pour Maât ». Le dieu Rê était d'ailleurs à cette époque l'une des deux divinités importantes pour les scribes, avec la déesse Seshat ; Thot ne devint prédominant pour les scribes qu'à partir de la Première Période intermédiaire, période pendant laquelle les Textes des sarcophages ont été compilés.

## Mythe
D'après la mythologie, à la suite d'un long règne exercé directement sur sa création et les hommes, il devient vieux et fait face à leur rébellion. Sa fille Tefnout la réprime, mais désormais vulnérable il décide de gagner le ciel. Il la rappelle à lui et elle se transforme alors pour devenir la vache céleste Nout formant la voûte céleste destinée à porter en son sein la barque solaire et son cortège divin désormais symbolisé par les étoiles.
Rê voyage chaque jour à travers le ciel à bord de sa barque sacrée (parcours du Soleil), et chaque nuit au travers des mondes souterrains (la Douât). Chaque lever de soleil est une victoire remportée par Rê sur les « forces des ténèbres ». Peut-être est-ce là l'explication apportée par les Égyptiens aux phénomènes d'éclipses du Soleil, qui seraient autant de défaites momentanées du dieu sur les ténèbres.
Les « forces des ténèbres » sont représentées par le serpent Apophis, qui cherche chaque nuit à déstabiliser la barque solaire et à avaler le monde pour le plonger dans les ténèbres. Rê est épaulé dans son combat par Seth, divinité guerrière particulièrement crainte. C'est l'un des rares mythes où Seth a un rôle positif, et les pharaons qui le prendront comme dieu protecteur n'auront de cesse de le rappeler.

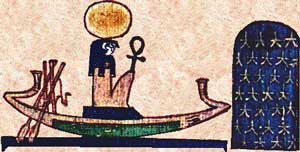
Rê à bord de sa barque.

Pharaon, après sa mort, prend place sur la barque de Rê pour rejoindre le royaume des morts.
Le roi Khéphren est le premier à inclure le nom de Sa-Rê (« Le fils de Rê ») dans sa titulature, qui précède le nom de naissance du pharaon inscrit dans un cartouche. Il a pour but de rattacher charnellement le pharaon à la puissance cosmique de l'univers, Rê.
C'est à Héliopolis qu'était vénérée la sainte ennéade, ou assemblée des neuf dieux issus de Rê qui symbolisaient la création du monde :
- Rê - le soleil - le feu divin ;
- Shou - l'air - le souffle divin ;
- Tefnout - l'humidité - la semence divine ;
- Geb - la terre ;
- Nout - la voûte céleste ;
- Ousir (Osiris) ;
- Aset (Isis) ;
- Seth ;
- Nephtys.

## Iconographie

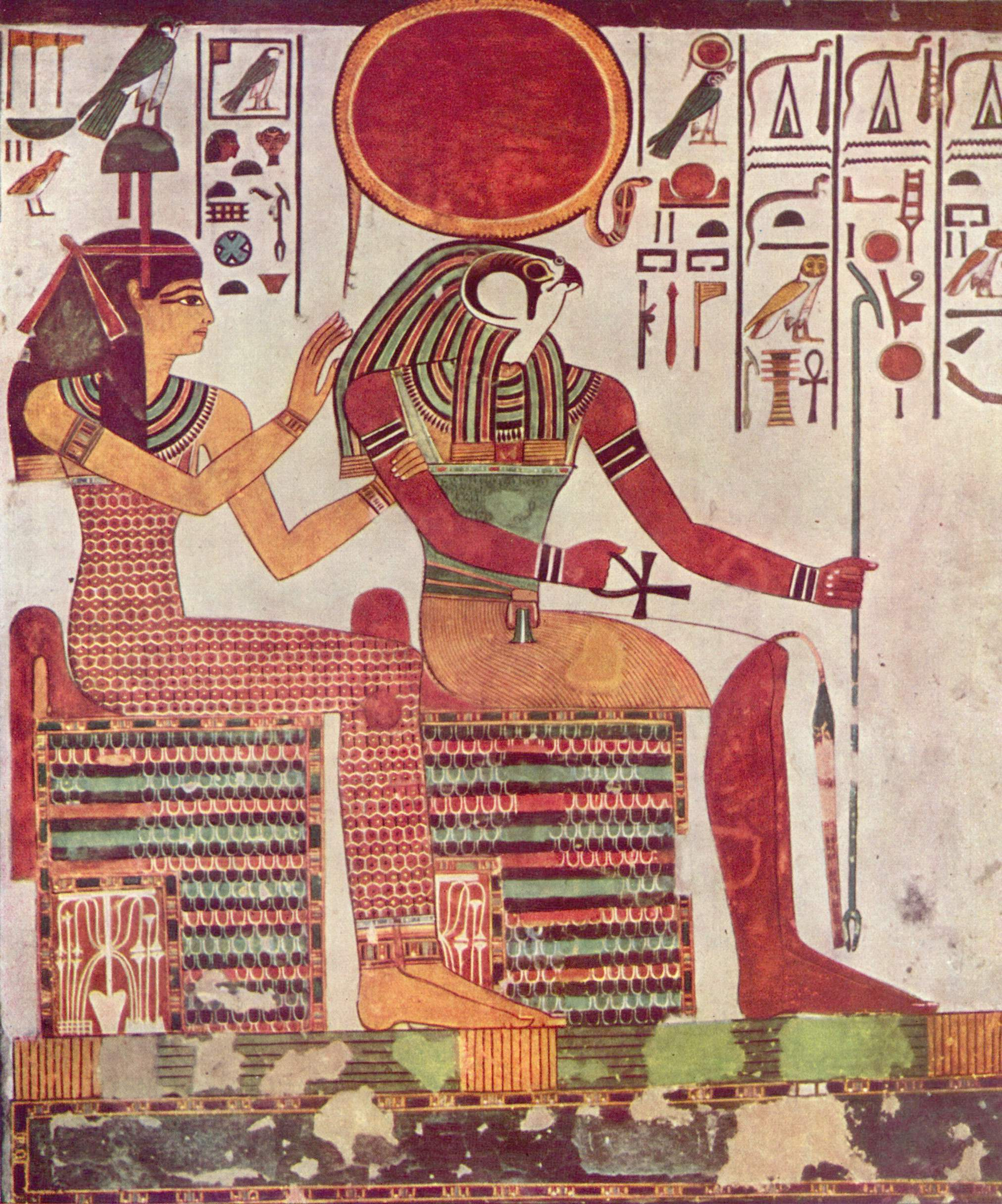
Rê et ImentètTombe de Néfertari.

Rê était représenté comme un homme à tête de faucon lanier ou de faucon pèlerin, orné d'un disque solaire entouré d'un cobra, et partageait des caractéristiques avec le dieu du ciel Horus.
Rê était représenté sous diverses formes. D'autres formes courantes sont un homme à tête de scarabée (sous sa forme de Khépri), ou un homme à tête de bélier. Rê était également représenté sous la forme d'un bélier, d'un scarabée, d'un phénix, d'un héron, d'un serpent, d'un taureau, d'un chat ou d'un lion, entre autres.
C'est dans le monde souterrain qu'il est le plus souvent représenté avec une tête de bélier ; sous cette forme, Rê est décrit comme le « bélier de l'ouest » ou le « bélier en charge de son harem »>.
Dans certains ouvrages, Rê est décrit comme un roi vieillissant à la chair d'or, aux os d'argent et aux cheveux de lapis-lazuli.

## Culte

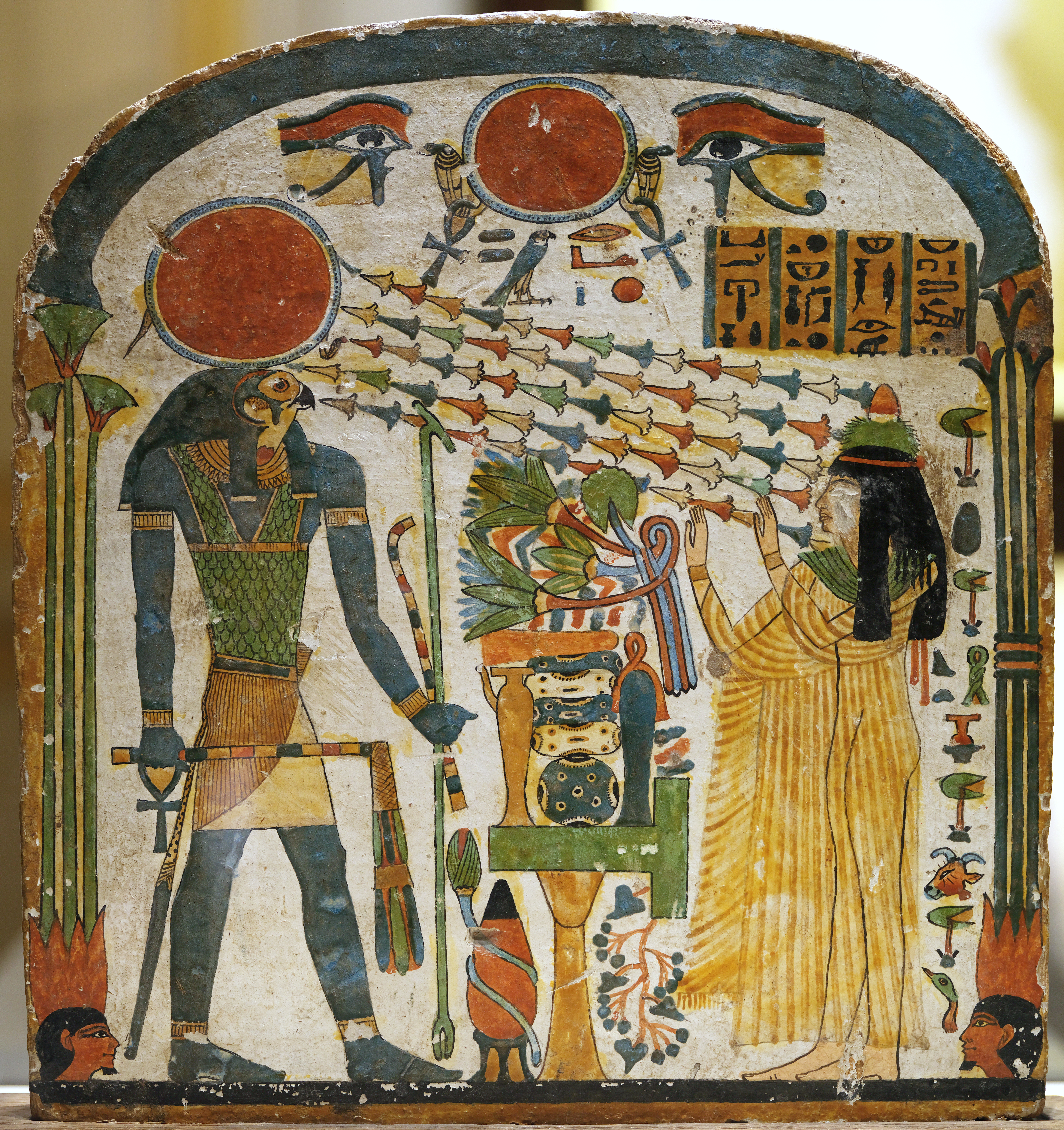
Une femme vénère Rê-Horakhty, qui la bénit par des rayons de lumière.

Le principal centre cultuel de Rê était Iounou, « le lieu des piliers », connu plus tard par le royaume ptolémaïque sous le nom d'Héliopolis (Koinē grec : Ἡλιούπολις, littéralement « ville du soleil ») et aujourd'hui situé dans la banlieue du Caire. Il était identifié au dieu solaire local Atoum. En tant qu'Atoum ou Atoum-Rê, il était considéré comme le premier être et l'initiateur de l'Ennéade (« Les Neuf »), composée de Shou et Tefnout, Geb et Nout, Osiris, Seth, Isis et Nephtys.
Le culte local de Rê a commencé à se développer à peu près à partir de la deuxième dynastie, l'établissant comme une divinité solaire. À la IVe dynastie, les pharaons étaient considérés comme des manifestations de Rê sur Terre, appelées « fils de Rê ». Rê était appelé le premier roi d'Égypte, et l'on croyait donc que les pharaons étaient ses descendants et ses successeurs. Son culte a augmenté massivement à la Ve dynastie, lorsque Rê est devenu une divinité d'État et que les pharaons ont fait construire en son honneur des pyramides, des obélisques et des temples solaires spécialement alignés. Les souverains de la Ve dynastie disaient à leurs fidèles qu'ils étaient les fils de Rê lui-même et de la femme du grand prêtre d'Héliopolis. Ces pharaons ont dépensé une grande partie des revenus de l'Égypte dans des temples solaires. Les premiers Textes des pyramides ont commencé à apparaître, donnant à Rê de plus en plus d'importance dans le voyage du pharaon à travers la Douât (le monde souterrain).
Au cours du Moyen Empire, Rê est de plus en plus associé et combiné à d'autres divinités principales, en particulier Amon et Osiris.
À l'époque du Nouvel Empire d'Égypte, le culte de Rê était devenu plus complexe et plus grandiose. Les murs des tombes étaient consacrés à des textes extrêmement détaillés décrivant le voyage de Rê dans le monde souterrain. On disait que Rê transportait les prières et les bénédictions des vivants avec les âmes des morts sur le bateau-soleil. L'idée que Rê vieillissait avec le soleil s'est répandue à l'époque du Nouvel Empire.
De nombreux actes de culte comprenaient des hymnes, des prières et des sorts pour aider Rê et le bateau-soleil à vaincre Apophis.
La montée du christianisme dans l'Empire romain a mis fin au culte de Rê.

## Relations avec les autres dieux

### Dieux associés à Rê
Comme pour la plupart des divinités égyptiennes largement vénérées, l'identité de Râ était souvent associée à celle d'autres dieux, formant ainsi une interconnexion entre les divinités.
Amon et Amon-Rê

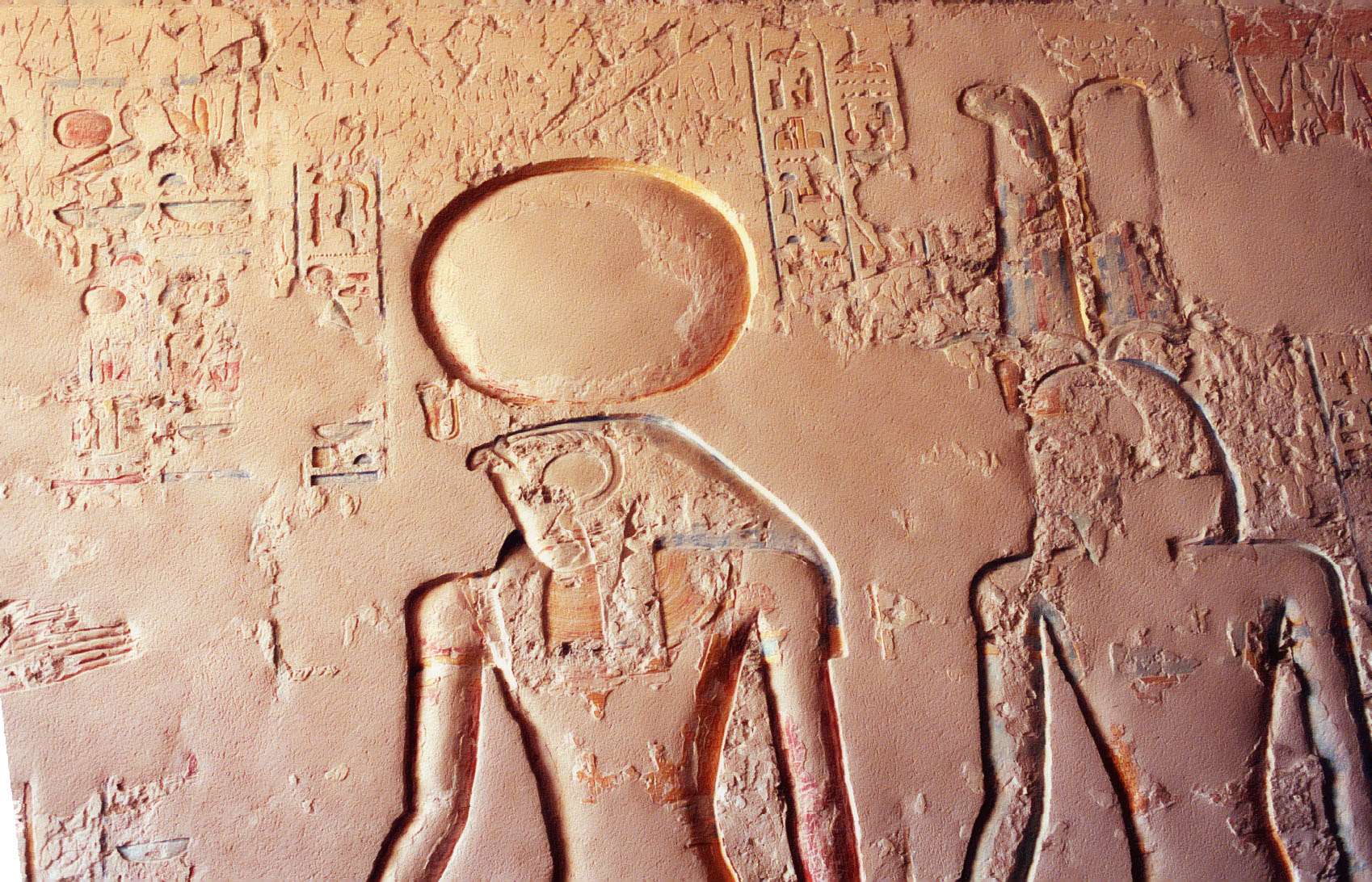
Rê et Amon - Tombe de Ramses IV.

Amon était membre de l'Ogdoade, représentant les énergies de la création avec Amaounet, une des premières déesses de Thèbes. On pensait qu'il créait par le souffle et était donc identifié au vent plutôt qu'au Soleil. Lorsque les cultes d'Amon et de Rê devinrent de plus en plus populaires en Haute et Basse-Égypte respectivement, ils furent combinés pour créer Amon-Rê, un dieu créateur solaire. Il est difficile de déterminer exactement quand cette combinaison s'est produite, mais des références à Amon-Rê apparaissent dans les Textes des pyramides dès la Ve dynastie. La croyance la plus répandue est qu'Amon-Rê a été inventé comme une nouvelle divinité d'État par les souverains thébains du Nouvel Empire pour unir les adorateurs d'Amon au culte plus ancien de Rê autour de la XVIIIe dynastie. Amon-Rê a reçu le titre officiel de « roi des dieux » par les adorateurs, et les images montrent la divinité combinée comme un homme aux yeux rouges avec une tête de lion, entouré d'un disque solaire.
Atoum et Atoum-Rê
Atoum-Rê (ou Rê-Atoum) était une autre divinité composite formée à partir de deux divinités complètement distinctes ; cependant, Rê partageait plus de similitudes avec Atoum qu'avec Amon. Atoum était plus étroitement lié au Soleil et était également un dieu créateur de l'Ennéade héliopolitaine. Rê et Atoum étaient tous deux considérés comme le père des divinités et des pharaons et faisaient l'objet d'une grande vénération. Dans les mythes les plus anciens, Atoum était le créateur de Tefnout et de Shou, et il était né de l'océan Noun.
Horakhty et Rê-Horakhty

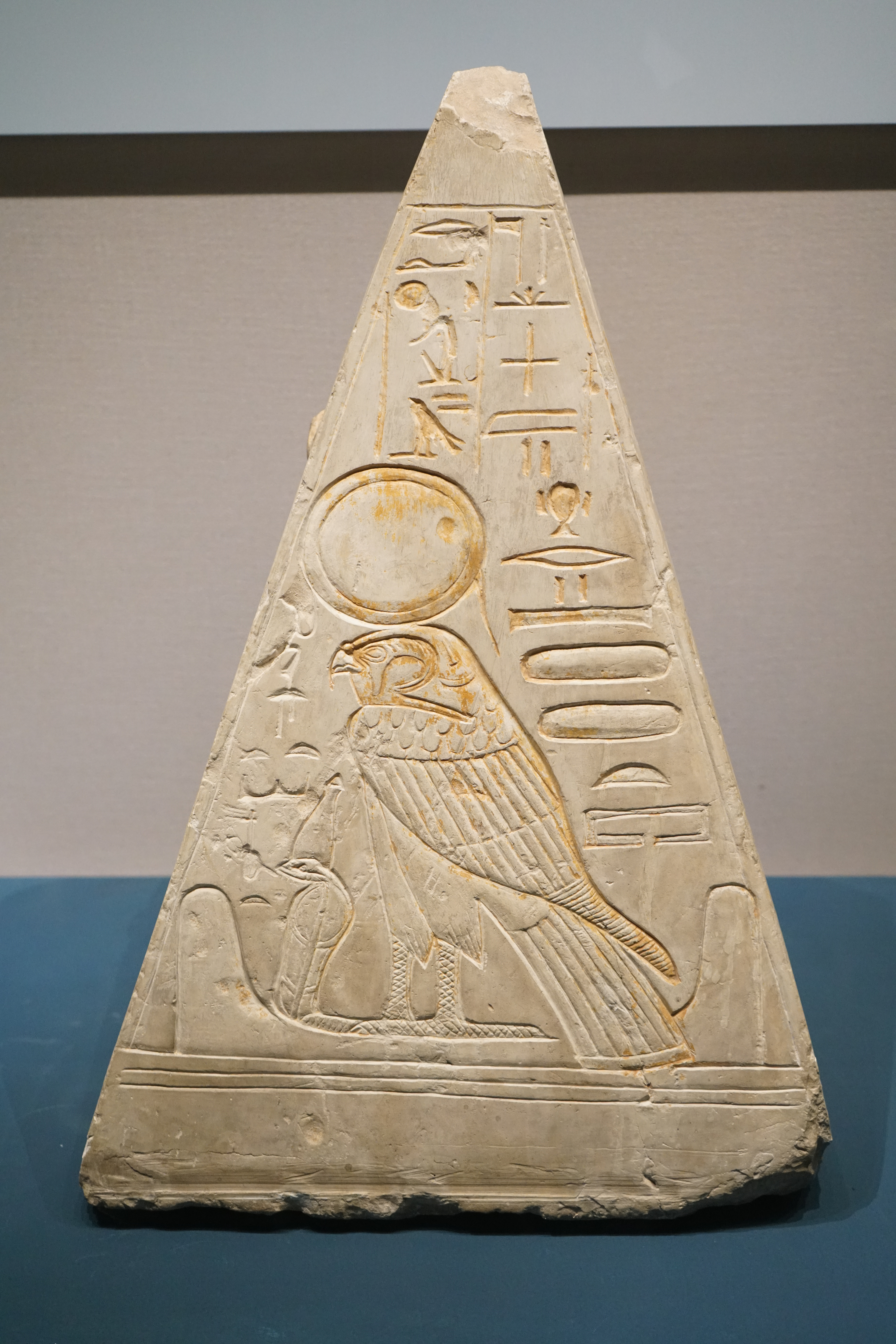
Pyramidion de Khonsou, avec l'image de Rê-Horakhty au milieu.

Dans la mythologie égyptienne tardive, Rê-Horakhty était plus un titre ou une manifestation qu'une divinité composite. Il se traduit par « Rê (qui est) Horus des horizons ». Il était destiné à relier Horakhty (en tant qu'aspect d'Horus orienté vers le lever du soleil) à Rê. Il a été suggéré que Rê-Horakhty se réfère simplement au voyage du Soleil d'un horizon à l'autre en tant que Rê, ou qu'il s'agit de montrer Rê comme une divinité symbolique de l'espoir et de la renaissance (voir la section précédente « Le soleil »).
Il est proclamé roi des dieux dans la tombe d'Horemheb. Le pharaon Thoutmôsis III dédie les piliers d'Héliopolis à Horakhty. Rê-Horakhty est très présent dans le Livre des morts de la Troisième Période intermédiaire. On le voit assis sur son trône dans le Livre des morts de Nedjemet, Padikhonsou, Nesytanebetisherou, Djedkhonsouiouesânkh, Tameniou et dans le Livre de l'Amdouat inscrit pour Nesytaset.
Khépri et Khnoum
Khépri était un scarabée qui enroulait le Soleil le matin et était parfois considéré comme la manifestation matinale de Rê. De même, le dieu à tête de bélier Khnoum était également considéré comme la manifestation du soir de Rê. L'idée de divinités différentes (ou d'aspects différents de Rê) régnant sur différents moments de la journée était assez courante mais variable. Khépri et Khnoum ayant la priorité sur le lever et le coucher du soleil, Rê était souvent la représentation de midi lorsque le Soleil atteignait son apogée à midi. Parfois, différents aspects d'Horus étaient utilisés à la place des aspects de Rê.
Montou et Montou-Rê
Dieu très ancien, Montou était à l'origine une manifestation de l'effet brûlant de Rê, le Soleil, et à ce titre apparaissait souvent sous l'épithète Montou-Rê. Il est possible que Montou-Rê et Atoum-Rê aient symbolisé respectivement les deux royautés de Haute et de Basse-Égypte. Montou avait plusieurs épouses, dont un aspect féminin de Rê, Râttaouy. Dans l'art égyptien, Montou était représenté la tête surmontée du disque solaire, en raison de son lien conceptuel avec Rê.

Rê-Khépri (disque solaire et scarabée).
Lorsqu'il était dans le monde souterrain, Râ était représenté avec une tête de bélier

Râttaouy
Râttaouy était un aspect féminin de Rê ; elle n'avait pas beaucoup d'importance indépendamment de lui. Dans certains mythes, elle était considérée comme l'épouse de Rê ou sa fille[37], ainsi que l'épouse de Montou et la mère du dieu Hor-Rê (ou Horus-Rê, devenu par la suite Harparê). La déesse est vénérée à Médamoud, Tôd, Hermonthis (avec la déesse Iounyt) et Karnak-Nord.

### Dieux issus de Rê
Dans certains mythes, Râ aurait créé presque tous les autres dieux égyptiens.
Bastet
Bastet (également appelée Bast) est parfois appelée la « chatte de Rê ». Elle est également sa fille par Isis et est associée à l'instrument de vengeance de Rê, l'œil du dieu soleil. Bastet est connue pour avoir décapité le serpent Apophis (l'ennemi juré de Rê et le « dieu » de l'Isfet) pour protéger Rê. Dans un mythe, Rê a envoyé Bastet sous la forme d'une lionne en Nubie.
Sekhmet
Sekhmet est une autre fille de Rê. Sekhmet était représentée comme une lionne ou un gros chat, et était un « œil de Rê », ou un instrument de la vengeance du dieu soleil. Dans un mythe, Sekhmet était tellement remplie de rage que Rê a été forcé de la transformer en vache afin qu'elle ne cause pas de dommages inutiles. Dans un autre mythe, Rê craint que l'humanité ne complote contre lui et envoie Hathor (une autre fille de Rê) pour punir l'humanité. En massacrant les humains, elle prend la forme de Sekhmet. Pour l'empêcher de tuer toute l'humanité, Rê ordonne de teindre la bière en rouge et de la répandre sur la terre. Prenant la bière pour du sang, Sekhmet la boit et, intoxiquée, reprend sa forme pacifiée, Hathor,.
Hathor
Hathor est une autre fille de Rê. Lorsque Rê craignit que l'humanité ne complote contre lui, il envoya Hathor comme « œil de Rê ». Dans un mythe, Hathor dansa nue devant Rê jusqu'à ce qu'il rie pour le guérir d'une crise de bouderie. Lorsque Rê était sans Hathor, il tombait dans un état de profonde dépression. Au Nouvel Empire, Rê fut associé à l'épithète « Kamoutef » (« taureau de sa mère ») aux côtés d'Amon. En tant que Kamoutef, il est considéré comme le fils et l'époux d'Hathor qui féconde sa propre mère pour donner naissance à lui-même,,.

### Autres dieux
Ptah
Ptah est rarement mentionné dans les Textes des pyramides de l'Ancien Empire, ce qui, selon certains, s'explique par le fait que les adorateurs de Rê à Héliopolis sont les principaux rédacteurs de ces textes.
Isis
Dans un mythe, Isis crée un serpent pour empoisonner Rê et ne lui donne l'antidote que lorsqu'il lui révèle son vrai nom. Isis transmet ce nom à Horus, renforçant ainsi son autorité royale.
Apophis

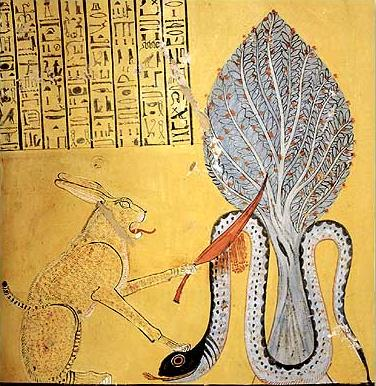
Rê sous la forme d'un grand chat, tranche Apophis - Tombe de Inherkha, Deir el-Médineh

Apophis, également appelé Apep, est le dieu du chaos et l'ennemi juré de Rê. On dit qu'il se trouve juste en dessous de la ligne d'horizon, essayant de dévorer Rê lorsque celui-ci voyage dans le monde souterrain.
Aton
Aton était au centre de l'atonisme, le système religieux établi dans l'Égypte ancienne par le pharaon Akhenaton de la XVIIIe dynastie égyptienne. L'Aton était le disque du soleil et était à l'origine un aspect de Rê.

## Dans la culture
- Rê fait partie des nombreux dieux cités dans la série de bande dessinée Astérix.
- Rê apparait à plusieurs reprises dans la série d'animation Papyrus.
- Le film Stargate, la porte des étoiles fait de Râ un Goa'uld. On apprendra par la suite qu'il était le Goa'uld suprême, dominant les autres Grands Maîtres Goa'ulds.
- Dans le manga Yu-Gi-Oh!, le dieu est associé à une carte légendaire, le Dragon Ailé de Râ[réf. nécessaire].
- Dans la trilogie de roman Les Chroniques de Kane de Rick Riordan, Rê est décrit comme un vieil homme devenu sénile après avoir cédé son trône à Osiris.
- Râ  est un dieu jouable dans le jeu SMITE.
- Râ dans la Trilogie Nikopol d'Enki Bilal.